# كيريلو دافيدوف
كيريلو دافيدوف (بالأوكرانية: Кирило Юрійович Давидов)‏ هو لاعب كرة قدم أوكراني في مركز الوسط، ولد في 6 نوفمبر 1988 في سيمفروبول في روسيا. شارك مع منتخب أوكرانيا تحت 21 سنة لكرة القدم. أما مع النوادي، فقد لعب مع نادي تافريا سيمفروبول.

## وصلات خارجية
- كيريلو دافيدوف على موقع اتحاد أوكرانيا (الإنجليزية)
- كيريلو دافيدوف على موقع قاعدة بيانات كرة القدم.إي يو (الإنجليزية)